# Metal Gear 2: Solid Snake
Metal Gear 2: Solid Snake (яп. メタルギア２ ソリッドスネーク Мэтару Гиа Цу: Сориддо Сунэ:ку) — видеоигра в жанре стелс-экшена, являющаяся одним из двух сиквелов к игре Metal Gear и выпущенная компанией Konami в 1990 году. Жанр игры официально определён как «Тактическая шпионская игра». Вторым сиквелом была игра Snake's Revenge, которая была разработана только для западного рынка без участия Кодзимы и не сыскала популярности из-за слабого сюжета, также из-за геймплея смещённого к экшену. Konami признала этот сиквел неканоничным и выпустила в Японии свой сиквел под названием Metal Gear 2: Solid Snake, во главе разработки которого стоял автор первой части Хидэо Кодзима. Сама игра Metal Gear 2 не была официально переведена на английский язык, но впоследствии в качестве бонусной игры (вместе с оригинальной Metal Gear) она была включена в Metal Gear Solid 3: Subsistence для PlayStation 2, а также в Metal Gear Solid: HD Collection для PlayStation 3, Xbox 360 и PlayStation Vita уже в английском варианте.
По сюжету Солид Снейк должен проникнуть в Занзибарлэнд, строго охраняемую территорию в Центральной Азии, спасти похищенного учёного и уничтожить новое супероружие Metal Gear D. В игре значительно усовершенствована система скрытности, введён сложный сюжет, затрагивающий такие темы как сущность войны и распространение ядерного оружия. Metal Gear 2 была признана «одной из лучших 8-битных игр в истории компьютерных игр».

## Игровой процесс
Metal Gear 2 улучшила и дополнила возможности первой части. К примеру, в этой игре появилась возможность приседать и ползать и даже привлекать внимание врагов, стуча по стенам. Как и в предыдущей Metal Gear, основной задачей игрока является незаметное проникновение на базу противника. Враги стали видеть не по прямой линии как в первой части, а в определенном радиусе, что значительно усложняло игру. Они также могут поворачивать головы направо и налево и переходить с одного экрана на другой. Кроме того, вражеские солдаты способны слышать звук от стука по стене, передвижения по определённым участкам пола, стрельбы из оружия без глушителя и взрывов. Если главный герой попадётся на глаза противнику, в правом верхнем углу экрана запускается счётчик тревоги, а на место прибегают вражеские солдаты. Как только игроку удастся скрыться от противников, тревога прекращается, а игра продолжается в обычном режиме.
Игроку доступен большой набор предметов и способов действия, помогающих оставаться незамеченным. Например, при передвижении ползком игрок не издаёт шума, может подбирать мины, а также может спрятаться под лестницей. В правом верхнем углу экрана расположен радар 3x3, отображающий текущую позицию Снейка (красная точка) и вражеских солдат (белые точки). В моменты тревоги радар отключается. При использовании миноискателя на радаре отображаются мины. Оружие и предметы в основном заимствованы из предыдущей игры, но были добавлены и новые, например робот-мышка, используемая для дезориентации врагов, и камуфляжное покрытие. Перед игроком теперь не стоит задача освобождения заложников для повышения уровня здоровья — способности Снейка увеличиваются после каждой победы над боссом.
Радиопередатчик был значительно обновлён по сравнению с предыдущей игрой. Содержание сообщений, которые получает игрок, теперь зависит от текущей ситуации и цели миссии, а не от того, в какой комнате находится Снейк. На экране передатчика теперь изображено не только лицо Снейка, но и лицо персонажа, с которым он в данный момент говорит. Игрок также может поговорить с живущими в крепости детьми и получить новую информацию; за убийство детей игрок наказывается потерей здоровья. Локации стали более разнообразны, а кроме того в игре увеличено количество загадок, например присутствует приманивание почтового голубя специальным пищевым рационом, поиск замаскировавшегося шпиона в женской уборной, распознавание частоты радиопередатчика по стуку. Игровая система Metal Gear 2 послужила основой для 3D-сиквела, Metal Gear Solid.

## Сюжет

### Персонажи
Солид Снейк, бывший агент подразделения FOXHOUND и главный герой оригинальной Metal Gear, является игровым персонажем. Его новое задание — спасти чехословацкого учёного доктора Кио Марва. По радио ему оказывают поддержку его командир Рой Кэмпбелл, инструктор по выживанию МакДоннальд Миллер, военный стратег Джордж Каслер (Кесслер в MSX2-версии), эксперт по живой природе Йозеф Норден. На месте главному герою помогают Холли Уайт, агент ЦРУ, выдавшая себя за журналиста, Наташа Маркова (Густава Хеффнэр в поздних версиях), агент StB и телохранитель Марва и доктор Драго Петтрович Мэднер, создатель Metal Gear, который был захвачен вместе с Марвом. В игре также вновь появляются Биг Босс, бывший командир FOXHOUND, предавший Снейка, и Грей Фокс, который после событий первой игры пропал.
По ходу выполнения задания Снейку придётся сразиться с боссами:
- Чёрный цвет (англ. Black Color), ниндзя, чьи способности усилены препаратами. После победы над ним выясняется, что это Шнайдер из оригинальной Metal Gear.
- Бегущий человек (англ. Running Man), быстро бегающий наёмник.
- Красный бластер (англ. Red Blaster), эксперт по метанию гранат.
- Ультра-коробки (англ. Ultra Box), отряд убийц, специализирующихся на бою в тесном пространстве.
- Хищник (англ. Predator), специалист по бою в джунглях.
- Ночной глаз (англ. Night Sight), террорист, использующий специальный костюм делающий его невидимым.

Два последних босса — Грей Фокс и Биг Босс.

### История
События игры разворачиваются в 1999 году. Холодная война давно окончена, и к началу XXI века ведущие мировые державы пообещали начать ядерное разоружение. Однако не всё в мире было благополучно — серия громких потрясений на нефтяном рынке стала стимулом для создания высокотехнологичных источников энергии, включая термоядерную. Однако множество машин по-прежнему работало именно на нефти.
Запасы нефти снизились до критической отметки, и мировое сообщество приготовилось к радикальным мерам, вплоть до бурения песка и сланца для добычи нефти там. Также предлагалось создать возобновляемое топливо.
Чешский учёный Кио Марв успешно разработал особую бактерию, способную без особых затрат обогащать нефть. Марв представил своё изобретение, получившее название OILIX, на Всемирной конференции по энергетике в Праге. А вскоре после этого доктор был похищен солдатами из Занзибарлэнд (вымышленная страна, не имеющая отношения к реальному Занзибару). Руководство НАТО узнаёт, что лидеры Занзибарлэнд планируют взять под контроль мировые поставки нефти и угрожают миру ядерной войной.
Солид Снейк по приказу нового командира FOXHOUND Роя Кэмпбелла возвращается в отряд и получает новое задание — проникнуть в милитаристскую страну Занзибарлэнд и освободить доктора Марва.
По ходу миссии к Снейку присоединяются Холли Уайт, сотрудница ЦРУ, выдавшая себя за журналиста, и Наташа Маркова, агент StB и сопровождающее лицо Марва. Снейк также вновь встречается с изобретателем Metal Gear доктором Драго Петтровичем Мэднером, который, по его словам, был похищен и доставлен в Занзибарлэнд для работы над новой моделью ядерного танка Metal Gear D. От Мэднера Снейк узнаёт о том, что бывший командир FOXHOUND Биг Босс всё ещё жив и сейчас именно он является лидером Занзибарлэнда.
Как только Снейк добирается до моста, Наташа погибает от взрыва ракеты, выпущенной из Metal Gear D, а доктор Мэднер вновь попадает в плен к врагам. Пилотом нового Metal Gear оказывается никто иной, как бывший соратник Снейка Грей Фокс. Полный решимости завершить миссию, Снейк сражается против элитных сил Занзибарлэнда и в конце концов добирается до камеры, где содержится Марв.
Снейк приходит слишком поздно и обнаруживает мёртвое тело Марва, не вынесшего регулярных пыток. Находящийся здесь же Мэднер объясняет, что не смог спасти его. В тот момент, когда Снейк собирается забрать формулу OILIX, с ним по радио связывается Холли и говорит, что на самом деле доктор Мэднер не был захвачен — он добровольно продолжил свою работу над Metal Gear, будучи отвергнутым сообществом учёных после инцидента в Outer Heaven. Мэднер нападает на Снейка, но погибает от его рук.
Имея на руках формулу OILIX, Снейк двигается дальше и сталкивается с Metal Gear D, управляемым Греем Фоксом. После успешного уничтожения танка Снейк оказывается на минном поле. Между бывшими товарищами завязывается рукопашная схватка, из которой победителем выходит Снейк.
После победы над Фоксом главный герой пытается сбежать и видит Биг Босса. Потерявший всё своё оружие и экипировку, Снейк вынужден использовать то, что ему удаётся найти на месте — зажигалку и аэрозольный баллончик. Сконструировав самодельный огнемёт, Снейк во второй раз побеждает Биг Босса. Вместе с Холли они бегут с базы и доставляют Кэмпбеллу формулу OILIX.

## Разработка
После выпуска игры Metal Gear на приставку NES компания Konami приступила к разработке сиквела Snake’s Revenge без участия создателя оригинальной Metal Gear Хидэо Кодзимы.
По словам самого Кодзимы, он не планировал создавать сиквел к Metal Gear и узнал о создании такового только после знакомства с членом команды разработчиков Snake’s Revenge во время поездки в Токио. Разработчик попросил Кодзиму заняться созданием настоящего сиквела. Получив согласие руководства Konami, Кодзима приступил к разработке игры Metal Gear 2: Solid Snake. События Metal Gear 2 продолжают игру Metal Gear, игнорируя события игры Snake’s Revenge, признанной неканонической.

## История выпуска
В отличие от первой игры, которая в английском переводе была выпущена на европейском рынке, MSX2-версия Metal Gear 2 никогда официально не выходила за пределами Японии (хотя были сделаны любительские переводы). В игре Metal Gear Solid присутствует упоминание об обеих играх, расположенное в разделе «Previous Operations» (рус. Предыдущие операции).
Версия игры Metal Gear 2 на PlayStation впервые была выпущена в Японии 1 октября 2004 года, впоследствии в свет вышла игра Metal Gear Solid 3: Snake Eater. В 2005 году Konami выпустила расширенную версию игры Metal Gear Solid 3 под названием Subsistence, куда помимо прочих дополнений вошли обновлённые версии игр Metal Gear и Metal Gear 2. Выйдя в составе Subsistence в Северной Америке, игра Metal Gear 2 была официально переведена на английский и другие языки.
Новая версия во многом отличалась от оригинальной. Основным отличием стали оформленные в новом стиле портреты персонажей, напоминающие дизайн Ёдзи Синкавы для Metal Gear Solid. Некоторые персонажи были переименованы; Наташа Маркова стала Густавой Хеффнэр, Йозеф Норден — Йоханом Джейкобсеном, а Петрович Мэднер — Драго Петтровичем Мэднером. Также были изменены имена практически всех боссов. В новой версии присутствуют два уровня сложности («Original» и «Easy»), бонусный режим «Boss Survival», а в экипировку добавлена бандана, дающая бесконечные боеприпасы.
Версия игры для PlayStation 2, как и оригинальная MSX2-версия, требует от игрока обращения к инструкции по прохождению для решения нескольких загадок (в частности, для расшифровки радиочастоты по стуку). Так как североамериканское издание игры поставлялось вместе со справочником, содержащим только краткую информацию об игре, компания Konami разместила варианты решения загадок на своём официальном сайте.
30 марта 2010 года игра Metal Gear 2 была издана для сервиса Virtual Console. Эта версия во многом напоминает оригинальную.
Metal Gear 2 вошла в состав сборника Metal Gear Solid: HD Collection.

## Восприятие критикой
Игра Metal Gear 2: Solid Snake получила одобрение от многих обозревателей. По словам Пауля Софа из GameSpy, игра превзошла свою предшественницу Metal Gear во всём. Обозреватель положительно отозвался об игровом процессе и о «компактном и хорошо продуманном» сюжете, который был продолжен в MGS. Он заключил, что игроки не будут разочарованы игрой, и что она достойна считаться «одной из лучших 8-битных игр всех времён».
Обозреватели журнала Game Informer были более критичны по отношению к игре, которой, тем не менее, была дана оценка 7 из 10 баллов. Они писали, что для того, чтобы увидеть все ключевые моменты игры, «вам предстоит попасть в самые дурацкие ситуации, в каких Солид Снейк только мог оказаться»; было также отмечено, что «игра фокусируется на постоянных возвращениях назад и сборе ключей-карт, что делает её скучной». В заключении было отмечено, что «только самые преданные поклонники признают игру достойной», а лучший способ поиграть в неё — приобрести Metal Gear Solid 3: Subsistence с бонусным диском.
Была отмечена схожесть игровой системы Metal Gear 2 с последующей игрой Metal Gear Solid, хотя последняя была создана позднее и с применением 3D-графики. Журнал Retro Gamer посчитал Metal Gear 2 «фактически игрой Metal Gear Solid в 2D», отметив её более высоко, чем вышедший в 2000 году ремейк Metal Gear Solid на Game Boy Color. Джереми Перриш из 1UP.com отозвался о Metal Gear Solid как о «ремейке Metal Gear 2». Николай Адкинс также отметил, что многие элементы Metal Gear 2 были отражены в Metal Gear Solid, подчеркнув переход от того, что «Снейк возвращается, чтобы спасти учёного», к тому, что «он пытается покинуть вражескую территорию в компании напарницы».

## Саундтрек
Музыка из игры Metal Gear 2: Solid Snake была включена в состав диска VR Training игры Metal Gear Solid: Integral. К тому же в Integral присутствуют две скрытые мелодии, доступные на секретной частоте кодека: «Theme of Solid Snake» и «Zanzibar Breeze».